# Agelas dispar
Agelas dispar é uma espécie de demospôngia da família dos agelasídeos (Agelasidae). Vive em recifes de águas rasas no Mar do Caribe e ao redor das Índias Ocidentais.

## Taxonomia
Agelas dispar é a espécie-tipo do gênero e foi descrita pela primeira vez em 1864 pelo naturalista francês Édouard Placide Duchassaing de Fontbressin e pelo naturalista italiano Giovanni Michelotti. Eles depositaram o holótipo (espécime física que é apresentada como o material em que a taxonomia se baseou) em Amesterdã. Em 1932, os zoólogos M. Burton e HS Rao, sem saber que o holótipo ainda existia, depositaram um neótipo (espécime ou ilustração selecionado para servir de tipo quando o holótipo encontra-se desaparecido) no Museu de História Natural de Londres, mas este espécime desapareceu desde então.

## Descrição
A morfologia das esponjas do gênero Agelas é variável, podendo ser maciça, lobada, ramificada, em forma de leque ou tubular na extremidade. O esqueleto é fibroreticulado, composto por fibras de espongina sempre ornamentadas com feixes de acantóstilos espinhosos dispostos em verticilos. Esses espículas também podem formar o núcleo das fibras, em graus variados, e não há outros tipos de espículas. O holótipo é um lóbulo ereto de nove centímetros de altura e cinco centímetros de diâmetro, com uma depressão apical de 2,5 centímetros de diâmetro. A coloração original é laranja-acastanhado pálido, embora o exemplar seco apresente coloração marrom-acinzentada (indivíduos vivos variam entre cinza e marrom-acastanhado). A superfície é lisa, com pequenas aberturas arredondadas e em formato de fechadura, especialmente concentradas na depressão apical. O interior é fortemente cavernoso e reticulado. O esqueleto apresenta uma estrutura fibroreticulada composta por uma rede densa de fibras de espongina. As fibras principais medem 70–110 micrômetros de espessura, podendo conter de zero a oito espículas internas, e estão espaçadas entre 180–350 micrômetros. As fibras interconectadas, sem espículas, possuem 20–70 micrômetros de espessura e estão separadas por 200–350 micrômetros. Ambas as fibras são ornamentadas por uma a quatro espículas ao longo de 500 micrômetros de comprimento. As espículas são estilos verticilados com 70–150 micrômetros de comprimento por 2,5–7,5 micrômetros de espessura, apresentando de sete a 12 verticilos de espinhos.

## Distribuição
Agelas dispar é encontrada no mar do Caribe, ao redor das Índias Ocidentais, e no litoral do Brasil, com registros em Alagoas, Bahia, Ceará, Espírito Santo, Maranhão, Paraíba, Pará, Pernambuco, Rio Grande do Norte e Rio de Janeiro. Habita recifes de águas rasas, entre um e 270 metros de profundidade.

## Ecologia
Agelas dispar é um espécie aquática bentônica, séssil e filtradora, que se alimenta de pequenas partículas em suspensão e de matéria orgânica dissolvida na água. É predado por algumas espécies de peixes, tartarugas e invertebrados e vários animais o utilizam como abrigo, sobretudo invertebrados (camarões alfeídeos). Como outros membros da classe das demospôngias (Demospongiae), é hermafrodita. O zigoto se desenvolve em larva parenquimatosa (natação livre) antes de se fixar num substrato, onde se transforma numa esponja jovem.

## Conservação

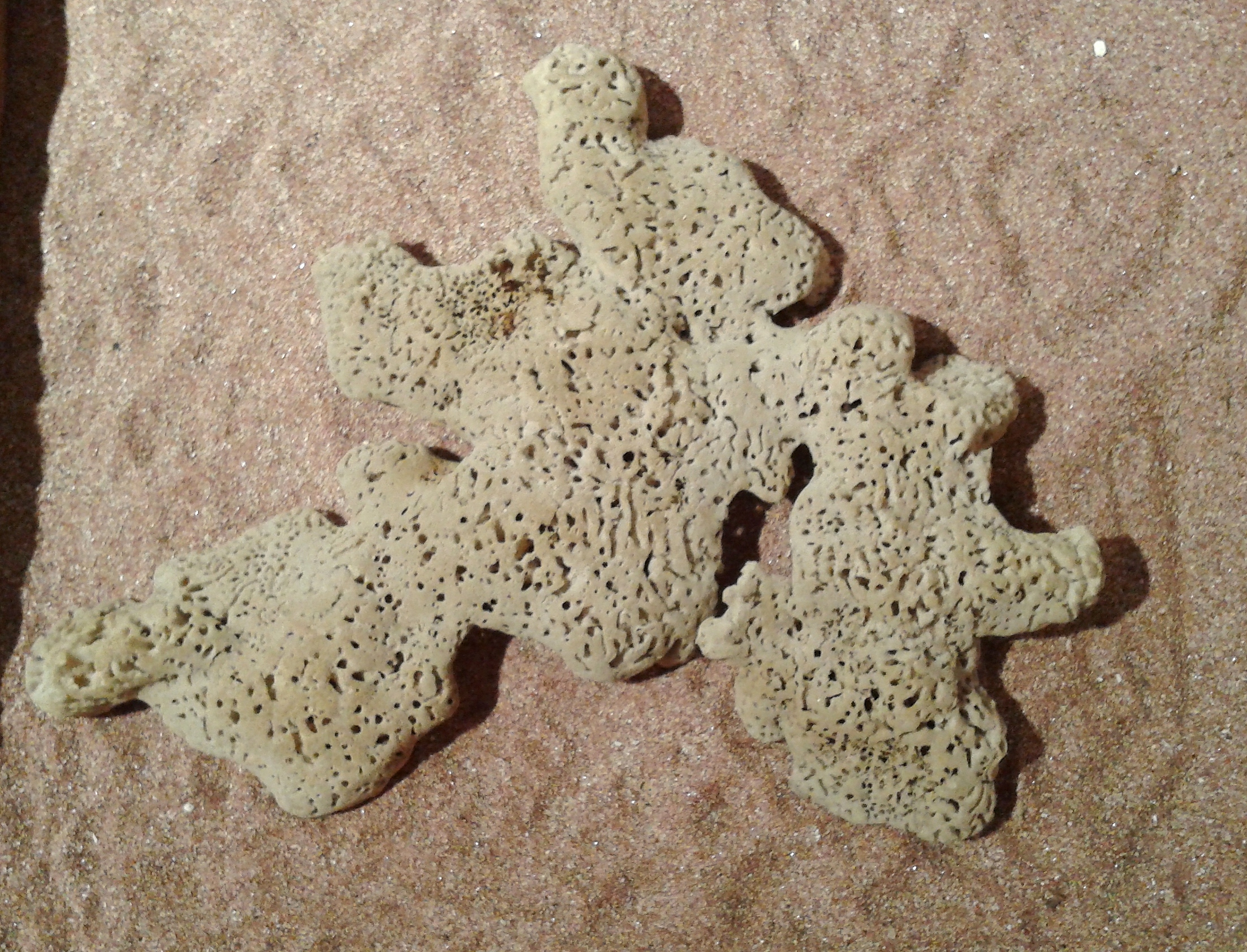
Espécime do Museu Nacional, no Rio de Janeiro

Em 2018, Agelas dispar foi classificada como pouco preocupante no Livro Vermelho da Fauna Brasileira Ameaçada de Extinção do Instituto Chico Mendes de Conservação da Biodiversidade (ICMBio). Sabe-se que a espécie produz uma grande variedade de compostos bioativos, dentre eles alcaloides betaínicos e bromopirrólicos com atividade antibacteriana e antifúngica[a] e glicolipídeos com ação imunomoduladora. Em decorrência disso, tem usos na medicina humana e veterinária, mas sua exploração não é grande o suficiente para trazer-lhe risco. No momento não são conhecidas ameaças que comprometam sua conservação e a espécie está presente em algumas áreas de conservação: a Área de Proteção Ambiental Costa dos Corais (APA Costa dos Corais), o Parque Nacional Marinho de Fernando de Noronha (PARNA Marinho de Fernando de Noronha), a Reserva Biológica Atol das Rocas (Rebio Atol das Rocas) e o Parque Estadual Marinho da Pedra da Risca do Meio.